# Лудолф фон Шпигел-Дезенберг
Лудолф фон Шпигел-Дезенберг (на немски: Ludolf von Spiegel zum Desenberg; * ок. 1300 в замък Дезенберг; † сл. 1351 или пр. 25 май 1352) е благородник от фамилията фон Шпигел с резиденция замък „Бург Дезенберг“ близо до Варбург, Вестфалия.
Той е син (от 9 деца) на рицар Герхард II фон Шпигел-Дезенберг († сл. 1322) и съпругата му Агнес фон Шоненберг († сл. 1316), дъщеря на Конрад III фон Шоненберг († сл. 1325) и Аделхайд фон Ридт? († сл. 1311). Внук е на Херман II фон Шпигел († сл. 1305) и Годеста фон Елферфелд († сл. 1287).
През 1338 г. Лудолф I фон Шпигел-Дезенберг заедно с братята си Екберт III († ок. 1369) и рицар Конрад I фон Шпигел († сл. 1342) се отказват от правата им на териториите им в Аден в полза на „манастир Бусдорф“ в Падерборн.
През 1787 г. линията „Шпигел цум Дезенберг“ е издигната на пруски графове.

## Фамилия
Лудолф I фон Шпигел-Дезенберг се жени за Юта Шенк фон Швайнсберг; родители на една дъщеря и три сина: 
- Хиле (Хила) фон Шпигел-Дезенберг (* ок. 1338), омъжена за Фридрих III фон Падберг, син на Готскалк VIII фон Падберг и Луция фон Плетенберг
- Конрад II фон Шпигел-Дезенберг († сл. 1394), женен пр. 1380 г. за Агнес фон Роден, дъщеря на граф Лудолф III фон Вунсторф († 1391) и Рихца фон Хомбург-Еверщайн
- Хайнрих фон Шпигел-Дезенберг († 21 март 1380), княжески епископ на Падерборн (1361 – 1380)
- Херман V фон Шпигел-Дезенберг